# Obsjtina Perusjtitsa
obsjtina Perusjtitsa (bulgariska: Община Перущица) är en kommun i Bulgarien.   Den ligger i regionen Plovdiv, i den centrala delen av landet, 120 km sydost om huvudstaden Sofia.
Följande samhällen finns i obsjtina Perusjtitsa:
- Perusjtitsa

I omgivningarna runt obsjtina Perusjtitsa växer i huvudsak blandskog. Runt obsjtina Perusjtitsa är det ganska glesbefolkat, med 50 invånare per kvadratkilometer.